# Park Albanoel
O Park Albanoel é um parque temático natalino abandonado, construído no município brasileiro de Itaguaí. O parque foi idealizado e construído pelo político Albano Reis, o "Papai Noel de Quintino", uma vez que ele distribuía todos os anos na véspera de Natal dinheiro e brinquedos e dinheiro em Quintino Bocaiuva, bairro na Zona Norte do Rio de Janeiro. O parque se localiza à beira da rodovia Rio–Santos, a 85 km do Rio de Janeiro.

## Histórico
O Park Albanoel chegou a receber milhares de visitantes no início dos anos 2000, mas fechou depois que Albano Reis morreu em um acidente frente ao parque, em uma noite de dezembro, a poucos dias do Natal. Sem manutenção, o parque se deteriorou, e o lugar ganhou um ar sinistro que o tornou famoso novamente.